# Gymnetis bajula
Gymnetis bajula är en skalbaggsart som beskrevs av Olivier 1789. Gymnetis bajula ingår i släktet Gymnetis och familjen Cetoniidae.

## Underarter
Arten delas in i följande underarter:
- G. b. radiicollis
- G. b. vandepolli
- G. b. wollastoni
- G. b. radiosicollis
- G. b. banghaasi
- G. b. kerremansi